# WPCH-TV
WPCH-TV – Peachtree TV ist ein unabhängiger Fernsehsender in Atlanta, Georgia. Die Station gehört dem Turner Broadcasting System (Time Warner). Terrestrisch wird das Signal auf Kanal 17 (UHF Digital Kanal 20) ausgestrahlt. WPCH-TV teilt sich seine Studios mit dem CBS-Sender WANF in der 14. Straße in Nordwest-Atlanta. Die Sender befinden sich in North Druid Hills.

## Programm
Der Sender strahlt hauptsächlich Filme und Comedy-Serien aus. WTBS/WPCH-TV sendete über Jahre die Spiele der Atlanta Braves.

## Geschichte
Seit dem Sendestart am 17. Dezember 1976 bis zum 1. Oktober 2007 war „Channel 17“ die erste und am längsten existierende „Superstation“ der USA. Sie wurde über viele Kabelnetze und via Satellit in den ganzen USA und Kanada empfangen. Seit 2007 arbeitet WPCH-TV nicht mehr mit der TBS cable channel.satellite zusammen und ist deshalb nur noch in Kanada zu empfangen.